# NGC 1886
NGC 1886 في الفهرس العام الجديد، هي مجرة، تقع في كوكبة الأرنب. اكتشفت في 1886 بواسطة فرانك مولر.

## روابط خارجية
- NGC 1886 على موقع ويكي سكاي: DSS2, SDSS, GALEX, IRAS, Hydrogen α, X-Ray, Astrophoto, Sky Map, Articles and images